# La Boixe
La Boixe ist eine französische Gemeinde mit 2.862 Einwohnern (Stand: 1. Januar 2022) im Département Charente in der Region Nouvelle-Aquitaine. Sie gehört zum Arrondissement Confolens und ist Mitglied im Gemeindeverband Communauté de communes Cœur de Charente. Das Bureau centralisateur des Kantons Boixe-et-Manslois befindet sich in La Boixe.
Sie entstand als Commune nouvelle mit Wirkung vom 1. Januar 2025 durch die Zusammenlegung der bis dahin selbstständigen Gemeinden Vars und Montignac-Charente, die fortan den Status als Communes déléguées besitzen. Der Verwaltungssitz befindet sich in Vars.

## Gemeindegliederung
| Commune déléguée       | Ehemaliger INSEE-Code | PLZ   | Fläche (km²) | Einwohnerzahl (2022) |
| ---------------------- | --------------------- | ----- | ------------ | -------------------- |
| Vars (Verwaltungssitz) | 16393                 | 16330 | 27,46        | 2.163                |
| Montignac-Charente     | 16226                 | 16330 | 08,63        | 0699                 |

## Geografie

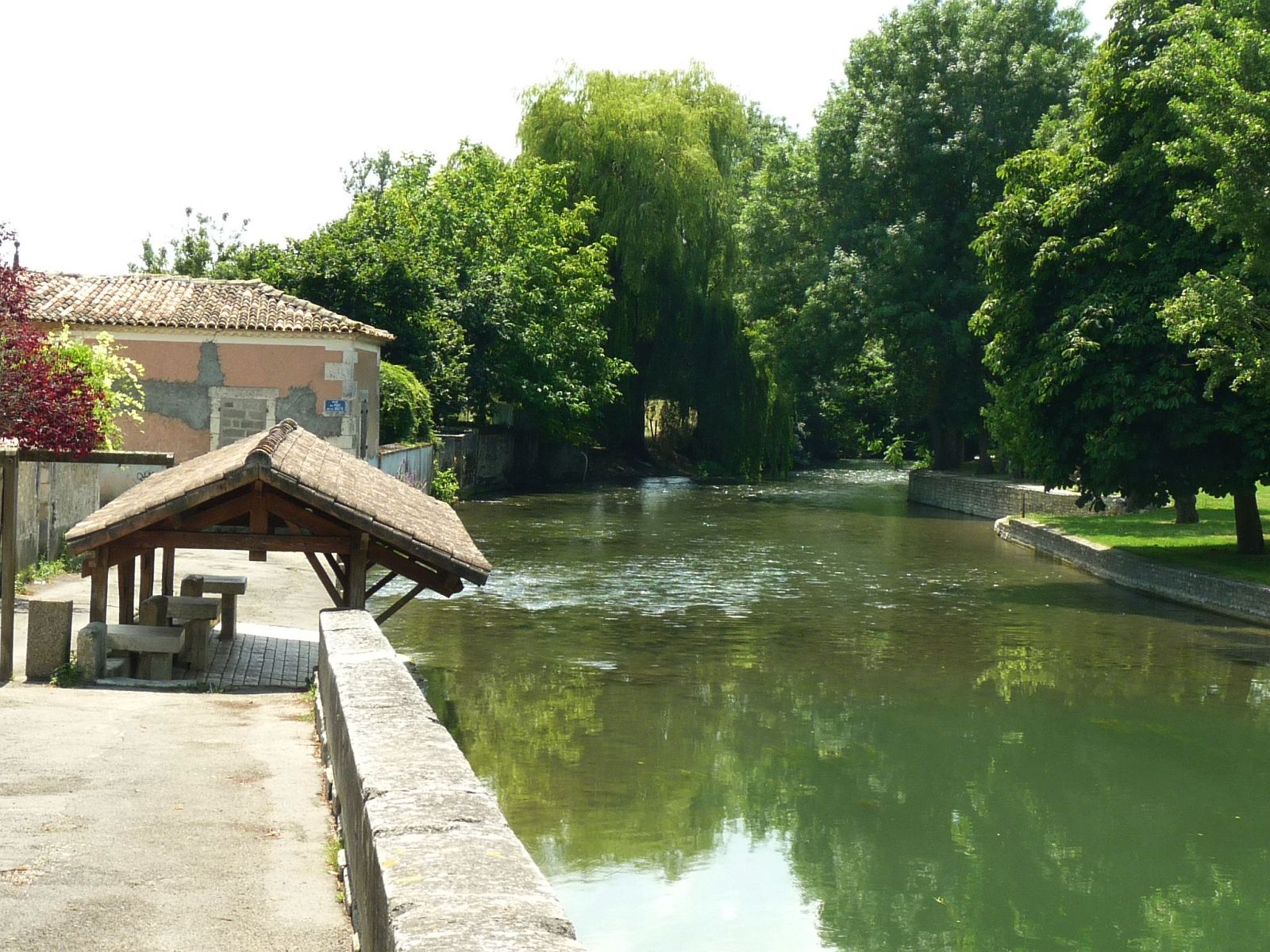
Die Charente bei Vars

La Boixe liegt etwa 13 Kilometer nordnordwestlich von Angoulême in der historischen Provinz des Angoumois beiderseits der Charente, deren Flussschlingen durch mehrere Flussarme durchsetzt werden. Das Gebiet Gemeinde wird außerdem von Nebenflüssen der Charente entwässert, dem Ruisseau de Nitrat, dem zeitweise trockenfallenden Ruisseau le Javart, der im Zentrum in die Charente mündet und vom zeitweise trockenfallenden Ruisseau des Sept Fonts.
Das Zentrum liegt auf einer Höhe von etwa 48 m. Das Bodenrelief steigt vom Charente-Tal nach Osten hin erst sanft später steiler bis auf 153 m an. Der tiefste Punkt mit 35 m Höhe wird im Südwesten beim Austritt der Charente aus dem Ortsgebiet gemessen.
Teile des Gebiets von La Boixe gehören zum Natura 2000-Schutzgebiet „Vallée de la Charente en amont d’Angoulême“ (FR5412006) und von fünf ZNIEFF-Naturzonen.
Umgeben wird La Boixe von den neun Nachbargemeinden:
| Vouharte              | Saint-Amant-de-Boixe                        | Tourriers  |
| Saint-Genis-d’Hiersac | Kompassrose, die auf Nachbargemeinden zeigt | Anais      |
| Marsac                | Balzac Vindelle                             | Champniers |

## Sehenswürdigkeiten
| Name                                  | Ort                | Bemerkungen                                                       | Bild |
| ------------------------------------- | ------------------ | ----------------------------------------------------------------- | ---- |
| Kirche Saint-Denis                    | Vars               | 16. Jahrhundert                                                   |      |
| Logis Le Portal                       | Vars               | 17. Jahrhundert, in Teilen als Monument historique eingeschrieben |      |
| Kirche Saint-Étienne                  | Montignac-Charente | 17. Jahrhundert                                                   |      |
| Reste der Burg mit Donjon und Burgtor | Montignac-Charente | 12. und 13. Jahrhundert                                           |      |
| Logis Lugérat                         | Montignac-Charente | 16. Jahrhundert                                                   |      |
| Kapelle Saint-Mathurin                | Montignac-Charente | 12. Jahrhundert                                                   |      |

## Bildung
Die Gemeinde verfügt über
- eine öffentliche Vor- und Grundschule (École primaire) in Vars und
- eine öffentliche Grundschule (École élémentaire) in Montignac-Charente.[4]

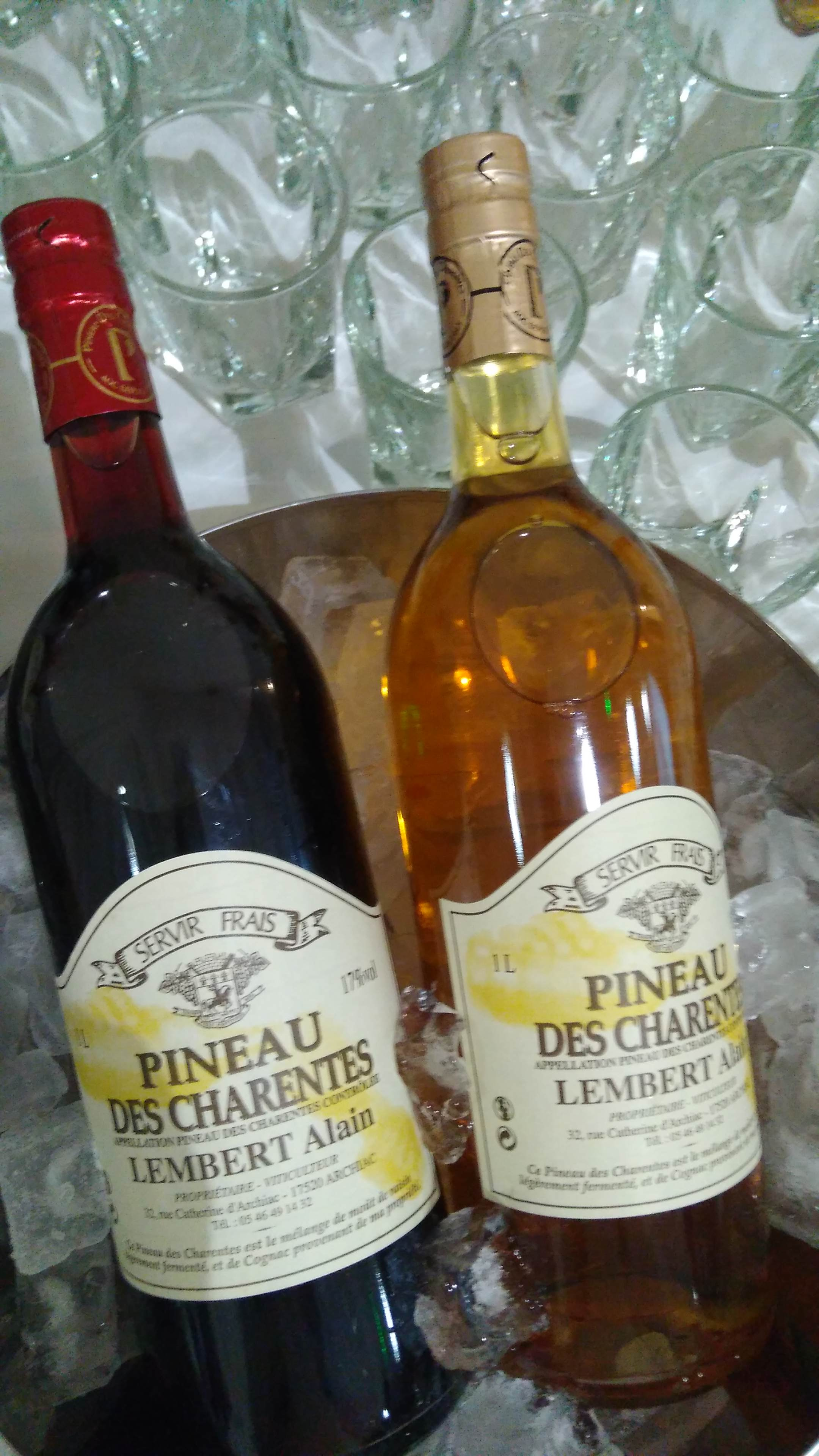
Flaschen des Pineau des Charentes in den Sorten weiß und rot

## Wirtschaft
La Boixe liegt in den Zonen AOC
- der Buttersorten
  - Charentes-Poitou,
  - Charentes und
  - Deux-Sèvres,
- des Cognacs mit den Bezeichnungen 
  - Cognac Fin Bois und
  - Cognac ou Eau-de-vie de Cognac oder Eau-de-vie des Charentes und
- des Pineau des Charentes in den Sorten weiß, rosé und rot.[5]

## Verkehr
Die autobahnähnlich ausgebaute Route nationale 10 von Poitiers nach Angoulême wird entlang der östlichen Gemeindegrenze auf einem etwa 1,6 Kilometer langen Abschnitt mit einer Anschlussstelle geführt. Ansonsten ist La Boixe fernab von größeren Verkehrsachsen. Nachgeordnete Departementsstraßen und lokale Landstraßen führen zu den Ortsteilen von La Boixe und zu den Nachbargemeinden.
Busse zweier Linien der Transportgesellschaft der Region Nouvelle-Aquitaine verbinden die Gemeinde mit Angoulême, Ruffec und Saint-Amant-de-Boixe.
Die Bahnstrecke Paris–Bordeaux durchquert das Gemeindegebiet von Nord nach Süd ohne Haltepunkt.